# Gerard de Vries (Fußballspieler)
Gerard de Vries (* 13. Januar 1969 in Coevorden) ist ein ehemaliger niederländischer Fußballspieler und derzeitiger Trainer. 

## Werdegang

### Als Spieler
De Vries begann seine Fußballlaufbahn in der Jugend von CVV Germanicus Coevorden, bevor er zum HSC Hardenberg wechselte. Seinen ersten Profivertrag bekam er dort 1987. 1990 wechselte er zum FC Ter Apel, bevor er 1995 zum CEC Emmer-Compascumm ging und seine Karriere zwischen 1998 und 2001 beim FC Emmen in der Jupiler League ausklingen ließ.

### Als Trainer
Bereits zwei Jahre später wurde er Trainer bei seinem ehemaligen Verein FC Ter Apel, wo er bis 2007 aktiv war. Alo Weusthof holte den Niederländer 2007 zum SV Meppen. In der Kreisstadt ist er als Torwarttrainer auf Honorarbasis tätig. Verdient machte er sich aber nicht nur mit der Arbeit mit den Torhütern: er fädelte die Rückkehr von Johan Wigger aus den Vereinigten Staaten mit ein. 2013 folgte er Alo Weusthof zum Haselünner SV als Torwarttrainer. 2014 verlängerte er seinen Vertrag, wie auch Weusthof, um ein weiteres Jahr.